# 爱尔兰共和社会党
爱尔兰共和社会党（爱尔兰语：Páirtí Poblachtact Sóisialach na hÉireann）是爱尔兰的一个极左翼政党。该党成立于1974年12月8日。该党的意识形态是社会主义、马克思主义、列宁主义、爱尔兰共和主义。该党主张爱尔兰统一。该党的创始人是谢默斯·科斯特洛。该党的青年翼是“共和社会主义青年运动”。该党出版报纸《闪光犁》。该党的总部位于贝尔法斯特。该党与北爱尔兰准军事组织爱尔兰民族解放军关系密切，常被外界视为后者的“政治翼”。